# Yan Liben

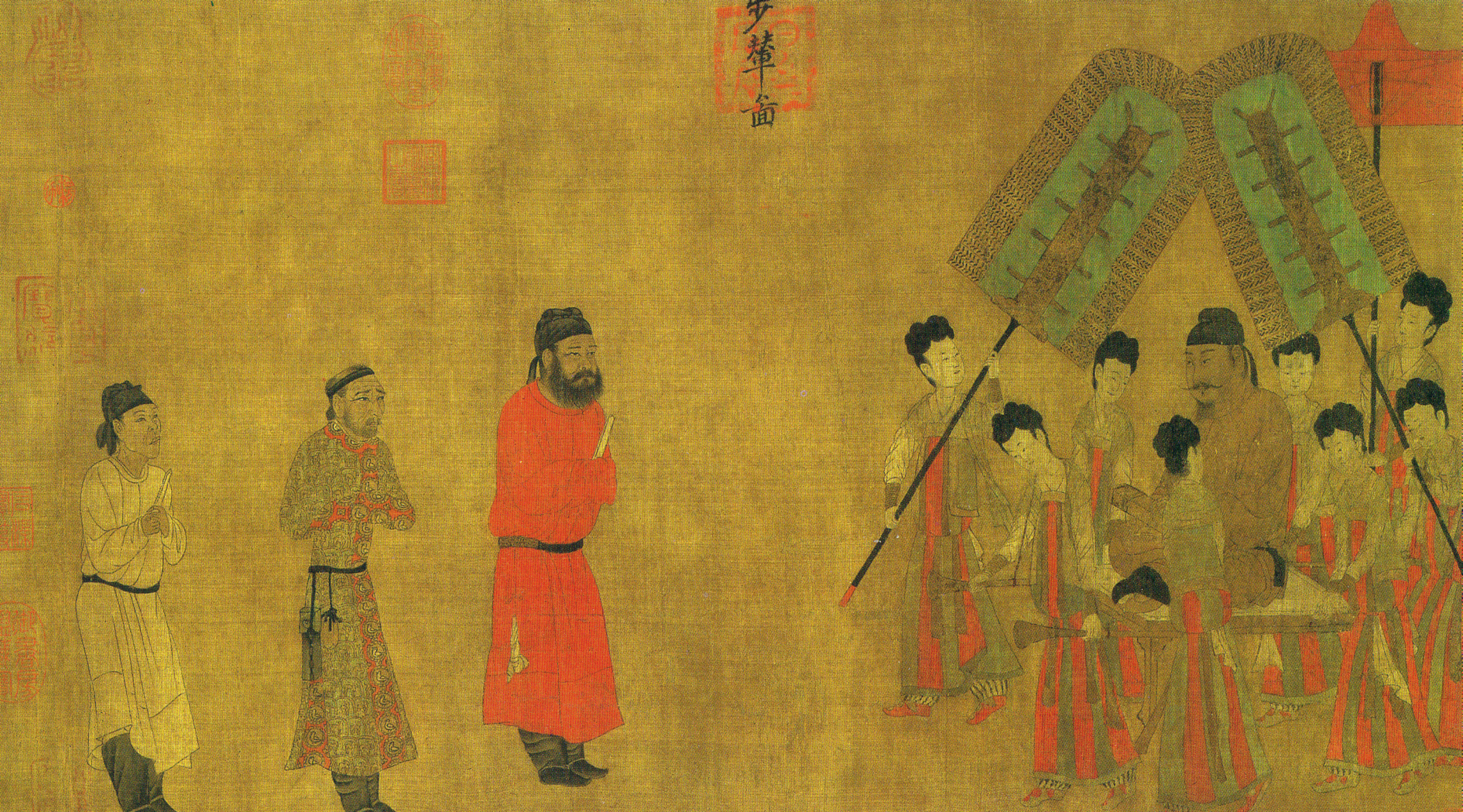
Kaiser Taizong empfängt die Gesandtschaft aus Tibet (entstanden 641)

Yán Lìběn (chinesisch 閻立本 / 阎立本, W.-G. Yen Li-pen, * um 600; † 673) war ein führender Figurenmaler der frühen Tang-Dynastie im Kaiserreich China. Er lebte am Kaiserhof und hatte hohe Beamtenposten inne. Einige der herausragendsten Gemälde der Tang-Zeit werden ihm zugeschrieben, darunter auch die Dreizehn-Kaiser-Rolle (歷代帝王圖卷).